# بيلي ييتس (لاعب كرة قدم أمريكية)
بيلي ييتس (بالإنجليزية: Billy Yates)‏ هو لاعب كرة قدم أمريكية أمريكي، ولد في 15 أبريل 1980 في فورت وورث في الولايات المتحدة.

## وصلات خارجية
- بيلي ييتس على موقع مرجع كرة القدم المحترفة.كوم (الإنجليزية)